# Noche de luna
Noche de Luna es una canción popular ucraniana, más conocida por su primera línea: que noche, de luna, estrellada ("Ніч яка, місячна, зоряна").
Su verdadero nombre es la invocación (Виклик).
Su origen se remonta a 1831, año en que el escritor ruso Nikolai Gogol escribió una serie de cuentos, la que nombró "Tardes en una Granja cerca de Dikanka"; el tercero de esos cuentos lleva el nombre “Una noche de Mayo o la joven ahogada”.	
Al mencionar que Gogol fue un escritor ruso se debe a que nació durante una época en la que el Imperio ruso tenía poder sobre su ciudad natal, Sorochyntsi, en el Gobernado de Poltava, actual Ucrania. Gogol pasó sus mejores años de juventud en Ucrania; el amó la cultura ucraniana, y estos cuentos son sobre ella. Gogol era de la etnia ucraniana.	
Noche de Luna inspiró luego a una opera, "Noche de Mayo", escrita en 1878-79 por Nikolái Rimski-Kórsakov, de nacionalidad rusa, compuso obras como el interludio musical tan famoso, "El vuelo del moscardón", de su opera "El cuento del Zar Saltán" en 1899-1900. 
También inspiró a una ópera ucraniana, Utoplena,  escrita por Mykola Lysenko para la cual la letra fue escrita por  Mykhailo Starytsky, con su poema “Виклик”.

## Letra

### En ucraniano
Ніч яка, Господи, місячна, зоряна, 
Видно, хоч голки збирай!
Вийди, коханая, працею зморена,
Хоч на хвилиночку в гай!
Сядемо вкупі ми тут під калиною,
І над панами я пан...Глянь, 
моя рибонько, – срібною хвилею
Стелиться полем туман.
Гай чарівний, ніби променем всипаний,
Чи загадався, чи спить?
Он на стрункій та високій осичині
Листя пестливо тремтить.
Небо незміряне всипане зорями 
–Що то за Божа краса!
Перлами ясними он під тополями
Грає краплиста роса.
Ти не лякайся, що ніженьки босіїВмочиш в холодну росу:
Я тебе, вірная, аж до хатиноньки
Сам на руках віднесу.
Ти не лякайся, що змерзнеш, лебедонько:
Тепло – ні вітру, ні хмар...
Я пригорну тебе до свого серденька,
А воно палке, як жар.
Ти не лякайся, що можуть підслухати
Тиху розмову твою:
Нічка приспала всіх та сном окутала 
–Ані шелесне в гаю!
Сплять вороги твої, знуджені працею, 
–Нас не сполоха їх сміх...
Чи ж нам, окраденим долею нашою
Й хвиля кохання – за гріх?

### En español
¡Por Dios!, que noche clara, iluminada por la luna y las estrellas 
!hasta se podrían recolectar agujas!
¡Sal, amada, cansada por el duro trabajo,
al menos sal al bosque por un minuto!
Nos sentamos juntos aquí bajo el enebro
y yo soy señor sobre los señores
Observa, mi pececillo, la niebla como una ola plateada
cubre el cercano campo.
Mágica arboleda, como adornada con rayos,
¿o hundida en pensamientos, o duerme?
¡Mira! Sobre la delgada y alta arboleda de Álamos
las Hojas tiemblan con ternura....
El invariable cielo rocía con estrellas
¡que es entonces la belleza de Dios!
Claras perlas bajo los álamos
juegan con las gotas de rocío
No temas que tus pies descalzos
Remojas en rocío frío:
Yo mismo, cariño, te llevo en brazos
hasta nuestra casita
No temas por el frío, cisnecita:
hace caluroso - ni viento, ni nubes...
Yo te apreto contra mi corazón,
y es caliente, como el calor.
No temas que pueda escuchar
tranquilo hablo con ella:
Nochecilla que nos mece a todos en un sueño empañado
¡y nos susurra en la arboleda!
Duermen tus enemigos, trabajo cansado
no tenemos miedo de sus risas....
O que a nosotros, nos roben nuestro destino
¿y la ola del amor es el pecado?

## Arte Relacionado
A lo largo del tiempo han sido creadas obras de arte inspiradas ya sea en la canción, en el cuento, la ópera o simplemente pinturas que plasman la forma de vida rural de Ucrania.

Prelesne 0018Prelesne 0018
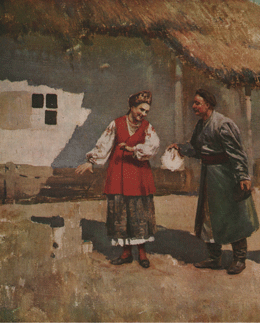
Vasilkivskii a sho mati skaje
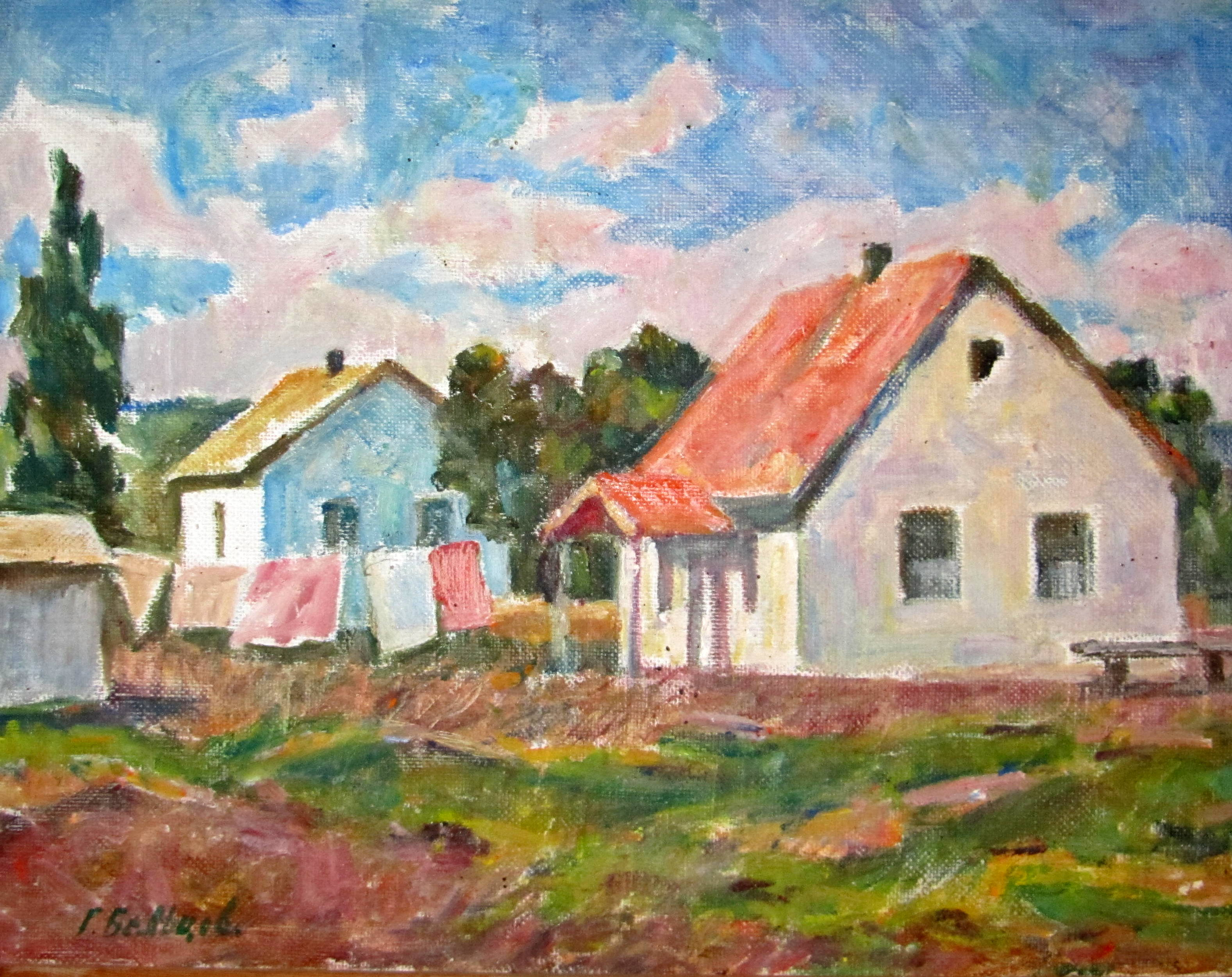
"Веселиновские хаты"
"¡Por Dios! Que noche, de luna y estrellada"